# Tram interurbano
I tram interurbani, o tram extraurbani, sono una particolare variante di tram adatta a un servizio più pesante dovendo in genere collegare tra loro diversi centri abitati. Sono principalmente, ma non esclusivamente, adibiti al trasporto dei passeggeri. Essendo destinati a un uso più impegnativo, sono costruiti in maniera più robusta e sono più potenti e veloci.
I tram interurbani spesso condividono i binari con le tranvie urbane all'interno delle città, mentre al di fuori delle città corrono perlopiù in sede propria o in sede protetta all'interno delle strade.
Quando circolano su tratte esercitate con regime di circolazione ferroviario o percorrono vere e proprie tratte della rete ferroviaria assumono altre definizioni come tram-treno.

## Tram interurbani in Europa
Le linee tranviarie interurbane hanno avuto un grande sviluppo in tutta l'Europa fino agli anni 30 del XX secolo. In seguito molte linee sono state soppresse per economie di gestione. Un caso a parte era costituito dalla Russia dove invece il sistema venne addirittura incrementato ed esteso anche agli Stati del Blocco comunista nel secondo dopoguerra. A partire dagli anni settanta anche nell'Europa centro-occidentale si è verificata un'inversione di tendenza, a iniziare dalla Germania, con la riutilizzazione di tratte ferroviarie dismesse e la banalizzazione con quelle tranviarie.

### Tram interurbani in Italia

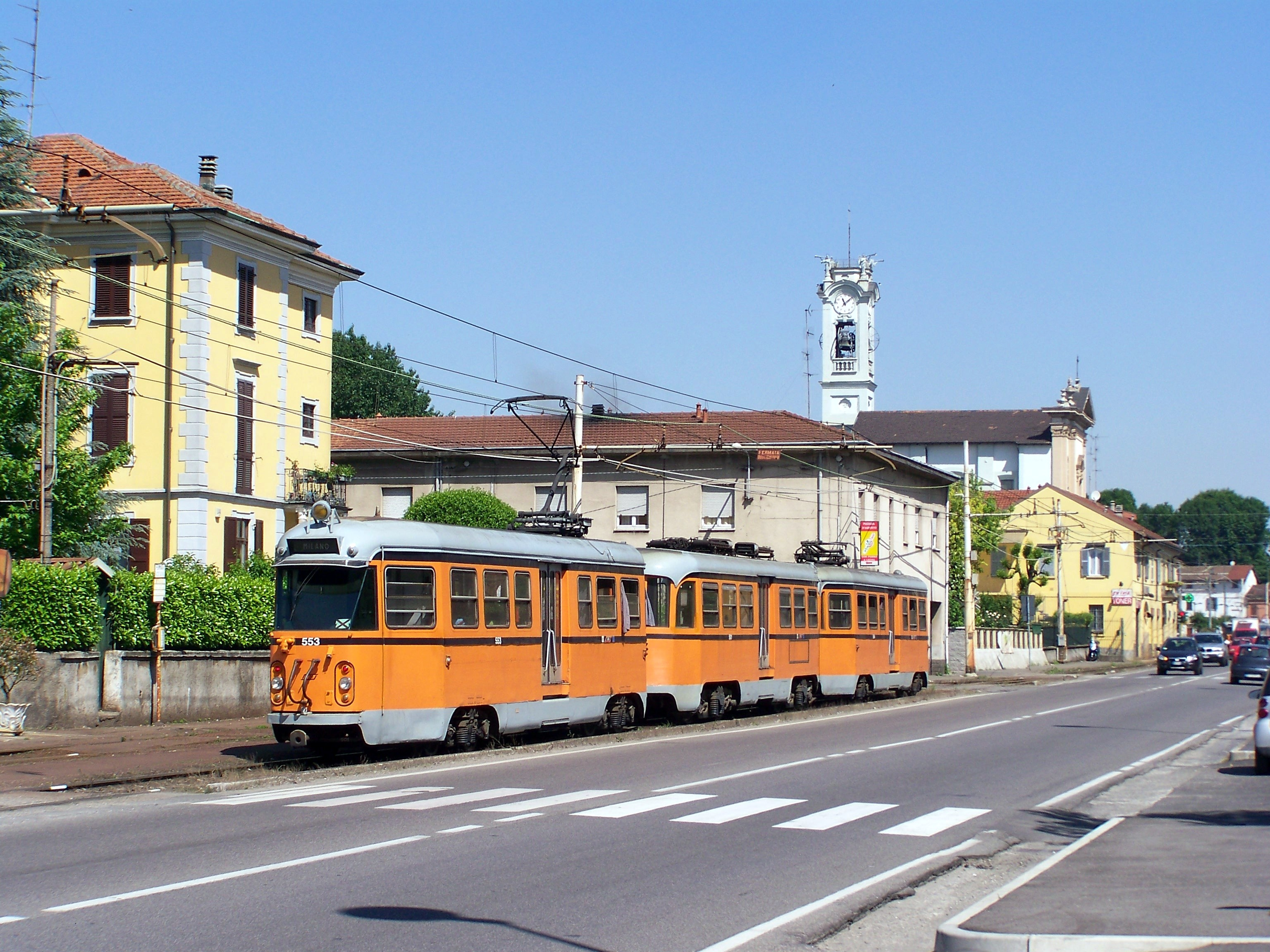
Tram della Milano–Limbiate in sosta a Cassina Amata

I tram interurbani in Italia nacquero all'inizio a trazione ippica (Milano–Monza, 1876) o a vapore (Milano–Vaprio, 1878). La prima linea a trazione elettrica fu la Firenze–Fiesole nel 1890. Nell'ultimo decennio del XIX secolo seguirono altri progetti tranviari costruiti, o ricostruiti, a trazione elettrica. L'estensione della rete crebbe fino a tutti gli anni 1910; già a partire dai primi anni 1920, tuttavia, le linee meno trafficate iniziarono a essere sostituite da servizi di autobus, mentre quelle più trafficate furono in molti casi elettrificate e potenziate con la costruzione di sedi riservate ("marciatram").
L'ultima tranvia interurbana a vapore d'Italia fu la Bari-Barletta, chiusa nel 1959. Negli anni 1960, anche a causa della concorrenza del trasporto su gomma, iniziarono ad essere soppresse anche le tranvie elettriche più importanti. Due linee della vasta rete tranviaria interurbana di Milano restarono più a lungo in servizio, ma anch'esse in seguito furono soppresse (la tranvia Milano-Carate, limitata a Desio nel 1982 e chiusa nel 2011, e la tranvia Milano-Limbiate chiusa nel 2022).
Sul finire degli anni 1990 e agli inizi del XXI secolo, tuttavia, in alcune delle più importanti città sono state costruite nuove linee tranviarie, alcune delle quali potrebbero essere considerate interurbane poiché collegano il rispettivo centro più popoloso ad altri minori, valicando quindi confini comunali: è questo il caso della rete tranviaria di Milano (ove la linea 15, terminante a Rozzano, e la 31, a Cinisello Balsamo, sono entrambe molto simili al resto della rete urbana per distanze tra le fermate e mezzi rotabili utilizzati) o di Firenze (la cui linea 1 serve anche il confinante e conurbato comune di Scandicci). Cionondimeno, l'unica linea attualmente esistente in Italia che rispetti i criteri di tranvia interurbana è la Bergamo-Albino (che peraltro può anche vantare caratteristiche di metrotranvia).

## Tram interurbani negli Stati Uniti d'America

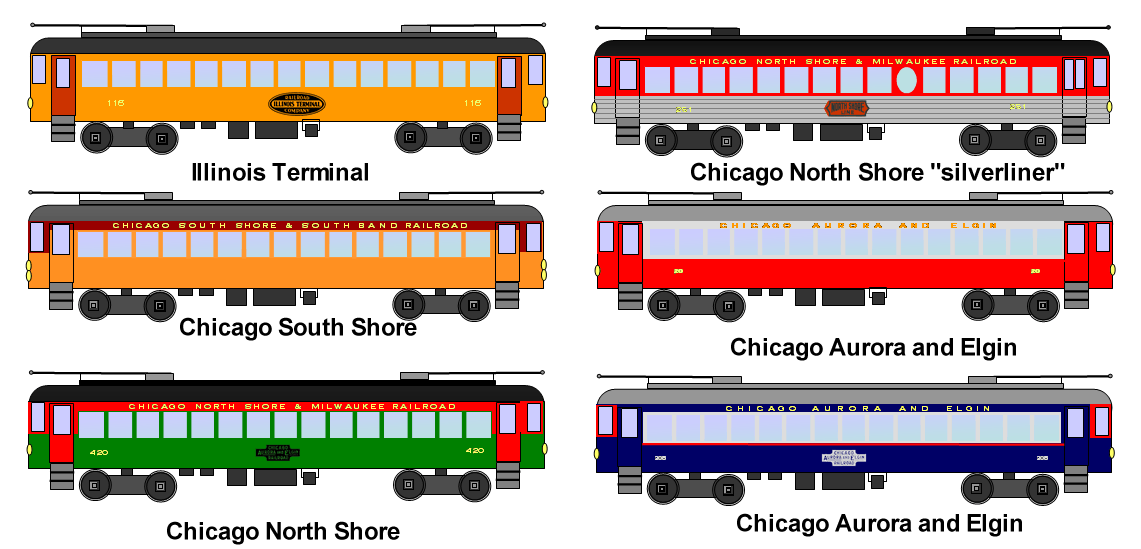
Alcune compagnie di ferrovie interurbane negli Stati Uniti

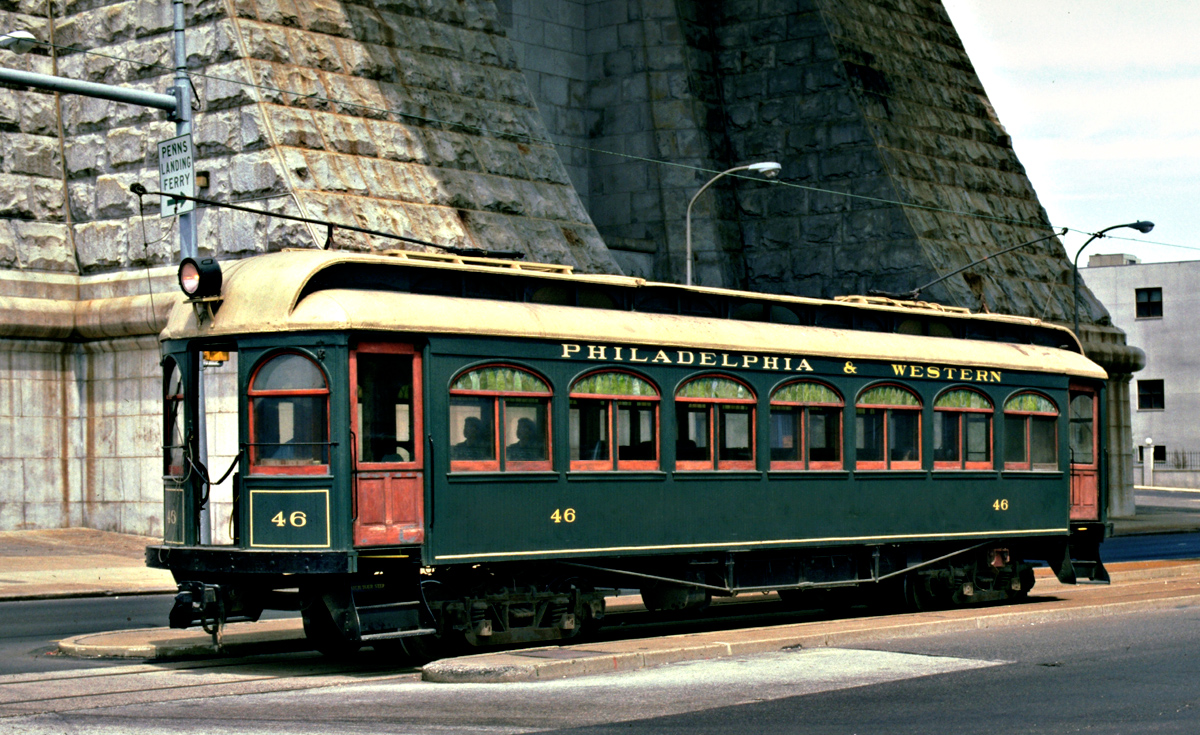

Negli Stati Uniti d'America, principalmente negli Stati del Midwest, dove molte linee fiorirono tra gli anni 1890 e la prima guerra mondiale i tram interurbani erosero velocemente molto del traffico passeggeri delle ferrovie tradizionale di breve-medio raggio per i seguenti motivi:
1. maggiore economicità rispetto alle ferrovie a vapore, grazie ai minori costi di esercizio che la trazione elettrica garantiva rispetto al vapore
2. servizio più frequente con orari cadenzati (ad esempio ogni ora)
3. servizio più capillare e fermate più frequenti, senza penalizzazioni sui tempi di percorrenza, grazie all'ottima accelerazione garantita dal motore elettrico
4. raggiungevano direttamente il centro della città, a differenza delle linee ferroviarie tradizionali che si attestavano alla periferia
5. permettevano l'interscambio con le tranvie urbane, con le quali condividevano i binari all'interno della città, evitando fastidiosi trasbordi a piedi o con altri mezzi, garantendo al contempo un notevole risparmio di tempo

Il materiale rotabile era di tipo più pesante e veloce (90-100 km/h) rispetto a quello delle tranvie urbane, con composizioni che potevano raggiungere i 10 pezzi, anche se normalmente, specialmente per le linee che collegavano i centri rurali, il servizio era effettuato da una singola motrice.
Gli interurbani vennero duramente colpiti dalla diffusione delle automobili private, dalla percepita maggiore comodità e minori rumori degli autobus su diverse tratte, dai successivi scarsi investimenti e concorrenza da parte di alcune case automobilistiche (che producevano anche autobus), che ne portarono all'inutilizzo o alla rimozione, e dalle regole di tariffazione fissate dalle municipalità, che spesso obbligavano al pagamento dei costi di ripavimentazione delle strade utilizzate e sostituzione dell'infrastruttura, come cavi elettrici e palificazione  (considerando che, invece, le compagnie di autobus avevano costi inferiori per non dovere pagare per il mantenimento della strada utilizzata, oltre che per la minore infrastruttura necessaria): poche linee sopravvissero alla grande depressione degli anni trenta e al boom economico del secondo dopoguerra, nonostante le compagnie tramviarie avessero inizialmente opposto resistenza contro le compagnie che offrissero servizi automobilistici, spesso con richieste ai legislatori di limitare quella che veniva da esse considerata come concorrenza sleale ("unfair").
Fino al 1915 la forma prevalente delle motrici era con cassa in legno, mentre negli anni trenta, vennero introdotte motrici leggere di linea più aerodinamica o treni articolati (come gli Electroliner che collegavano Chicago a Milwaukee), con maggior comfort e tempi di percorrenza minori, per essere competitivi con l'automobile.
Durante la seconda guerra mondiale, con il razionamento dei combustibili, degli pneumatici e la minore disponibilità di automobili, gli interurbani godettero di un momento di grande, anche se effimera, popolarità: il numero dei passeggeri trasportati arrivò a superare il valore di prima della prima guerra mondiale.
Con il termine della guerra e delle restrizioni la massiccia diffusione delle automobili private, provocò il rapido declino dei tram interurbani; con l'aumento del traffico delle città i tempi di percorrenza per i tram interurbani diventarono improponibili. Molte linee cessarono il servizio già negli anni quaranta o si limitarono al traffico merci. Oggi sopravvivono solo alcuni segmenti della estesa e florida rete nella zona intorno a Chicago.